# Pyrenaria
Pyrenaria es un género de plantas de la familia  Theaceae. Se encuentran desde el sur de China a Malasia.

## Descripción
Pyrenaria son árboles de hoja perenne, sus hojas están dispuestas en espiral, son coriáceas y aserradas. Los tallos de las flores son cortos. Tiene dos (rara vez más) bractéolas , estas son permanentes, rara vez son obsoletas. Los cinco a seis sépalos tienen forma irregular, los cinco a seis (raramente hasta doce) pétalos están fusionados en la base, como los estambres , que también se producen en la base de los pétalos.  El fruto es una drupa, rara vez una cápsula. Las semillas son elípticas, el embrión recto, los cotiledones son delgados, y se expanden por los animales.

## Especies aceptadas
- Pyrenaria diospyricarpa Kurz
- Pyrenaria hirta (Hand.-Mazz.) H. Keng
- Pyrenaria jonquieriana Pierre ex Laness.
- Pyrenaria khasiana R.N. Paul
- Pyrenaria kwangsiensis Hung T. Chang
- Pyrenaria maculatoclada (Y.K. Li) S.X. Yang
- Pyrenaria menglaensis G.D. Tao
- Pyrenaria microcarpa (Dunn) H. Keng
- Pyrenaria oblongicarpa Hung T. Chang
- Pyrenaria pingpienensis (Hung T. Chang) S.X.Yang & T.L. Ming
- Pyrenaria sophiae (Hu) S.X.Yang & T.L. Ming
- Pyrenaria spectabilis (Champ. ex Benth.) C.Y. Wu & S.X. Yang
- Pyrenaria wuana (Hung T. Chang) S.X. Yang